# Mentolos ital
A Mentolos ital (eredeti cím: Diabolo menthe) egy 1977-ben készült  francia film, rendezője Diane Kurys. Az önéletrajzi ihletésű film, amely Kurys első rendezése, elnyerte a Louis Delluc-díjat.

## Cselekmény
1963 őszén a 13 éves Anne és 15 éves nővére, Frédérique elvált anyjukkal Párizsban élnek, apjukkal csak a nyári szünetben találkoznak.
A zárkózott, kamaszkori problémákkal küszködő Anne nehezen találja helyét az iskolában, gyengén teljesít. Kisebb lopásokba, hazudozásokba keveredik. Nővére nyitottabb, aktívabb, érdeklik a politikai események is.
A film mozaikszerűen meséli el az egy iskolaév alatt lezajló eseményeket. Bepillantást kapunk az átlagos francia leányiskola mindennapjaiba, ahol a tanárok egy része szadista vagy inkompetens. Ugyanakkor a gyerekek szemén keresztül látjuk az iskolai életet, könnyed, humoros jelenetekkel fűszerezve.
A háttérben valós történelmi események jelennek meg, pl. az Algériai háború utáni belpolitikai feszültség, Édith Piaf temetése, a Kennedy-gyilkosság.
Az iskolai jeleneteket a párizsi Jules-Ferry középiskolában forgatták.

## Szereplők
- Anne – Eléonore Klarwein
- Frédérique – Odile Michel
- Mme. Weber – Anouk Ferjac
- M. Weber – Michel Puterflam
- Muriel – Marie Véronique Maurin
- Pascale – Corinne Dacla
- Martine – Valérie Stano
- Mlle. Petitbon – Jacqueline Doyen
- Igazgatónő – Tsilla Chelton